# Dimitar Ferdinadov Grekov
Pour les articles homonymes, voir Dimitar Panayotov Grekov (homonymie).
Dimitar Ferdinadov Grekov (Димитър Фердинадов Греков, en bulgare), né le 22 janvier 1958 à Lubiméts, est un homme politique bulgare membre du Parti socialiste bulgare (BSP). Il est ministre de l'Agriculture entre le 29 mai 2013 et le 6 août 2014.

## Biographie

### Formation et vie professionnelle
Diplômé en 1984 de l'université agricole de Plovdiv, il y devient enseignant. En 2007, il est élu recteur de l'université.

### Activités politiques
Le 29 mai 2013, il est nommé ministre de l'Agriculture et de l'Alimentation dans le gouvernement de centre-gauche de Plamen Orecharski. Il est remplacé le 6 août 2014 par l'indépendant Vassil Grudev.